# Targa Wassay
Targa Wassay  (in arabo تاركا وساي‎?) è un centro abitato e comune rurale del Marocco situato nella provincia di Guelmim, regione di Guelmim-Oued Noun. Conta una popolazione di 857 abitanti (censimento 2014).